# 가오톈량
가오톈량(중국어: 高恬亮, 병음: Gao Tianliang, 한자음: 고념량, 1994년 11월 19일 ~ )은 중화인민공화국의 바둑 기사이다. 랴오닝성 후루다오시 출신으로 중국기원 소속의 2단이다.

## 경력
랴오닝성 후루다오시에서 태어났다. 5세 경부터 바둑을 접했고, 6세 때인 2000년에 동북바둑토너먼트 어린이부에서 우승했으며 동북어린이바둑왕 칭호를 받았다. 2001년 녜웨이핑 도장에서 열린 희망의 별 대회에서 7위를 차지했다. 당시 8강에 든 바둑 기사는 녜웨이핑에게 바둑 훈련을 받을 수 있었지만 나이가 너무 어려서 포기했다. 2001년부터 2004년까지 랴오닝성에서 열린 바둑대회에서 2위와 3위를 차지했다. 2011년에 프로바둑에 입단했고, 같은해 상하이재정경제대학에 입학했다. 2013년 2단으로 승단했다.